# Cerrillos (Chili)
Cerrillos is een gemeente in de Chileense provincie Santiago in de regio Región Metropolitana. Cerrillos telde 80.832 inwoners in 2017.